# 地衣

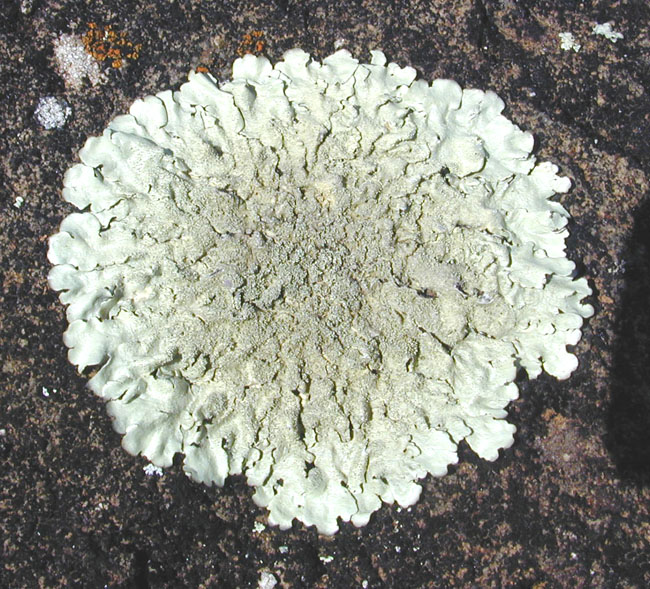
火成岩上的地衣

地衣是真菌和綠藻門或藍綠菌的共生体，呈灰白、暗绿、淡黄、鲜红等多种颜色，长在干燥的岩石或树皮上，可依形態分成枝狀地衣、葉狀地衣與殼狀地衣。光合作用的绿藻（或蓝细菌）提供营养物质，真菌（通常属于子囊菌門，少数属于擔子菌門）提供水和矿物质、提供保护，防止水分过度蒸发。地衣可以在严峻的环境条件下生长，常是生物占领新陆地的先锋。在极度干燥的条件下，地衣也可以脱去水分，进入休眠状态，待到条件好转，再恢复高速度增长。地衣很长寿，有的寿命可达千年。
地衣透过包含真菌和绿藻（或藍綠菌）二者的地衣碎片在空气中传播，长出新地衣的方式进行无性生殖。他们各自也可以单独进行有性和无性的生殖。其中真菌部分单独生殖的后代，需要与有关绿藻（或藍綠菌）重新组合才可生存。
目前已知地衣分属于8纲39目115科995属19,387种，地球陸地面積的6％被地衣覆蓋。北极地区的地衣是北极驯鹿的主要食物，地衣也已用於製造染料（如石蕊）和香料，以及在傳統醫學作为藥物。

## 詞源
實際上，大部分地衣（Lichen）中並不如字面上一般生長於「地上」。至於然而何為稱之地衣，日本學者久保輝幸考察了地衣的詞源 ：「地衣」一詞首見于早期道教書籍，但是該書所指的植物為現今所見的車前草。其后，唐人陳藏器在本草書中首次記載「地衣草」，這個地衣草應就是現在的地衣（Lichen）的詞源。李時珍將之與《日華子諸家本草》中所記載的地衣視為同一種植物并記載至《本草綱目》中。而後至清朝，李善蘭同兩位傳教士編輯《植物學》時，對「lichen」的詞譯采取本草書中的植物名稱「地衣」。

## 形态和结构
地衣生活在各種表面上：土壤、樹木、岩石和牆上。他們通常會在一些環境惡劣的地方生長，如海拔數千米的高山、沙漠和接近極地的凍土。由於地衣對二氧化硫相當的敏感，所以生態學上，地衣常被當成一種空氣品質的指標。
形態上地衣有三種：
1. 殼狀地衣（英语：Crustose lichen）：植物體成殼狀，緊貼在樹皮和石頭上。底面和基質緊密相連，難以分離。例如，茶漬屬（Lecanora）、文字衣屬（Graphis）。
2. 葉狀地衣（英语：Foliose lichen）：植物體平鋪，僅由假根狀的菌絲與附著的和體相邊，易於分開。例如，梅衣屬（Parmelia）、蜈蚣衣屬（Physica）。
3. 枝狀地衣（英语：Fruticose lichen）：植物直立或下垂如絲，多數片段有分枝。例如，石蕊属（Cladonia）、松萝属（Usnea）。

而地衣結構一般可分為上皮層、藻胞層、髓絲層和下皮層。
1. 上下皮層：由菌絲緊密交織而成，特稱為假皮層，下皮層一般能長出假根。
2. 藻胞層：上皮層的下部，在排列疏鬆的藻胞層之間夾雜有許多藻細胞，這些細胞成層排列稱異層細胞，若散生則稱為同層細胞。
3. 髓絲層（英语：Medulla (lichenology)）：藻細胞下面為髓層，由比較疏鬆而粗大的菌絲體交織而成，專門貯存空氣、水分。

## 同名異物
- 一種類似于木耳的珠藻科蓝藻，又稱作地耳或地木耳，亦于一些大陸地區中稱作「地衣」，以之作為食品。此種地衣不同于一般所稱的地衣（Lichen）。
- 現今所見的車前草[5]。
- 一種唐朝時舖於地上的織品（敷物）[5]。

## 圖庫

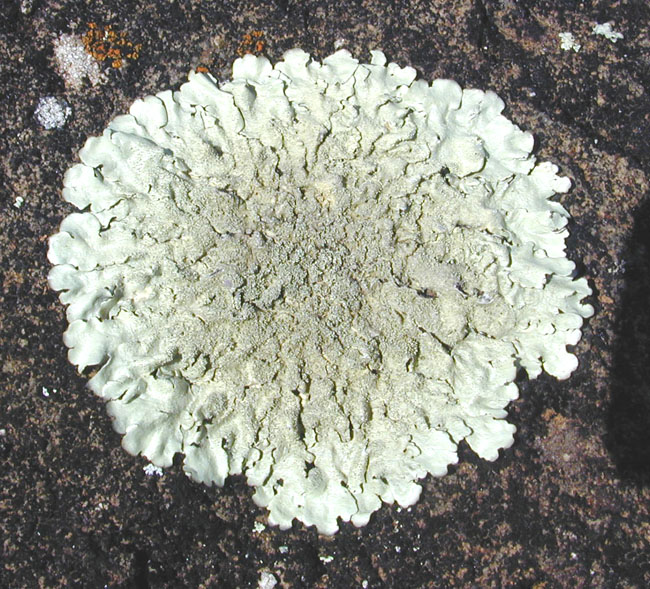
玄武岩上一個葉狀地衣Xanthoparmelia，比照lavicola。
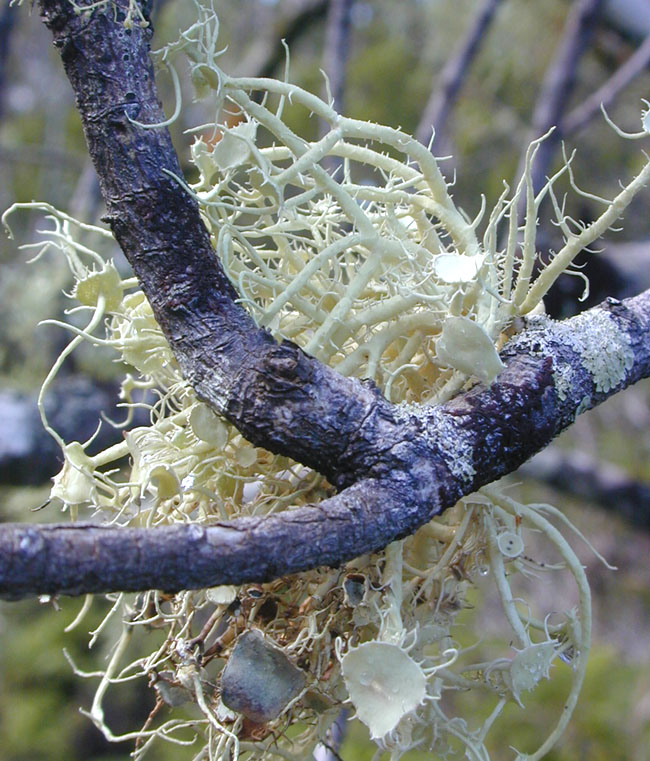
Usnea australis，一種以fruticose形式生長在樹枝上的地衣。
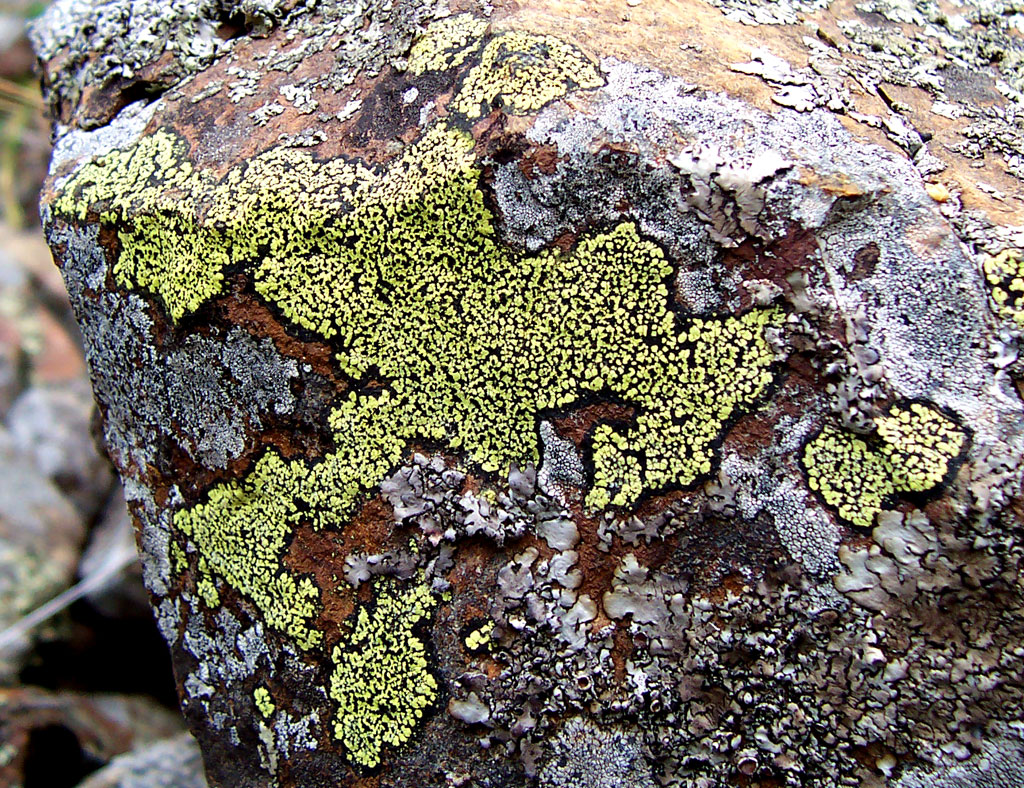
在岩石上的地圖地衣（Rhizocarpon geographicum）。
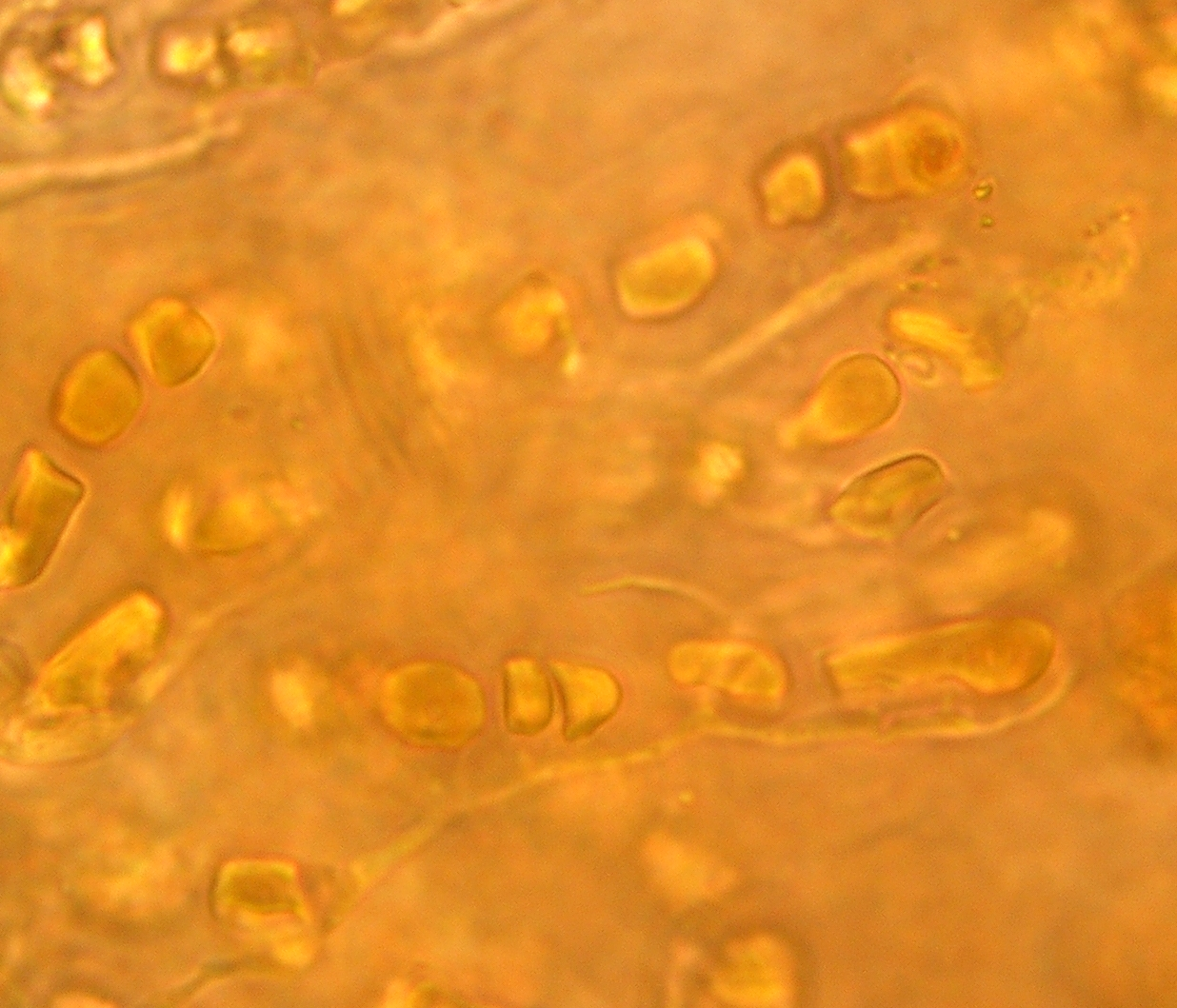
地衣Pyrenocollema halodytes，其中含有真菌菌絲的藍藻Hyella caespitosa。
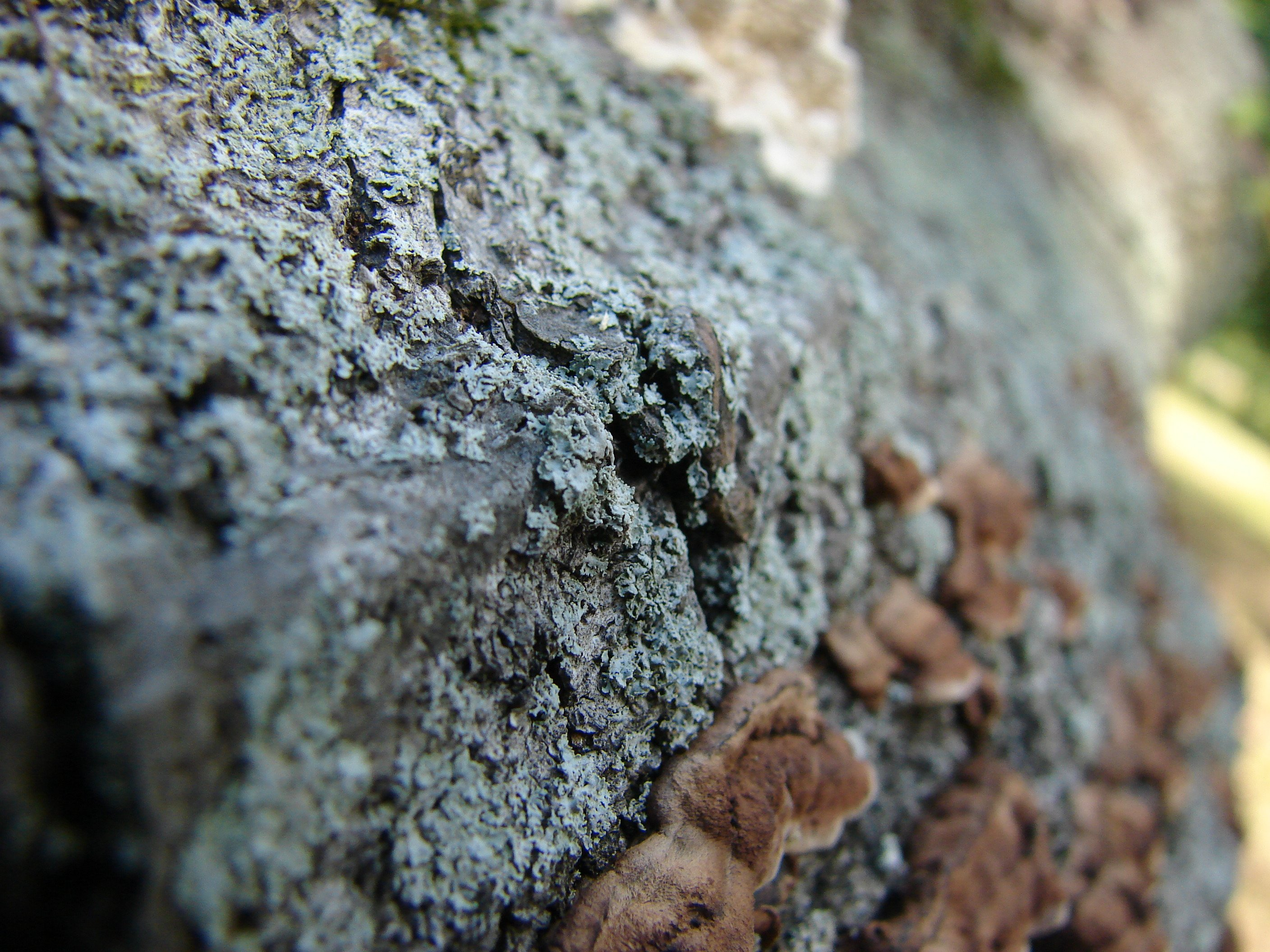
Physcia millegrana（一種葉狀苔蘚），帶有一種無形的多孔真菌（右下），落在腐爛的木頭上。
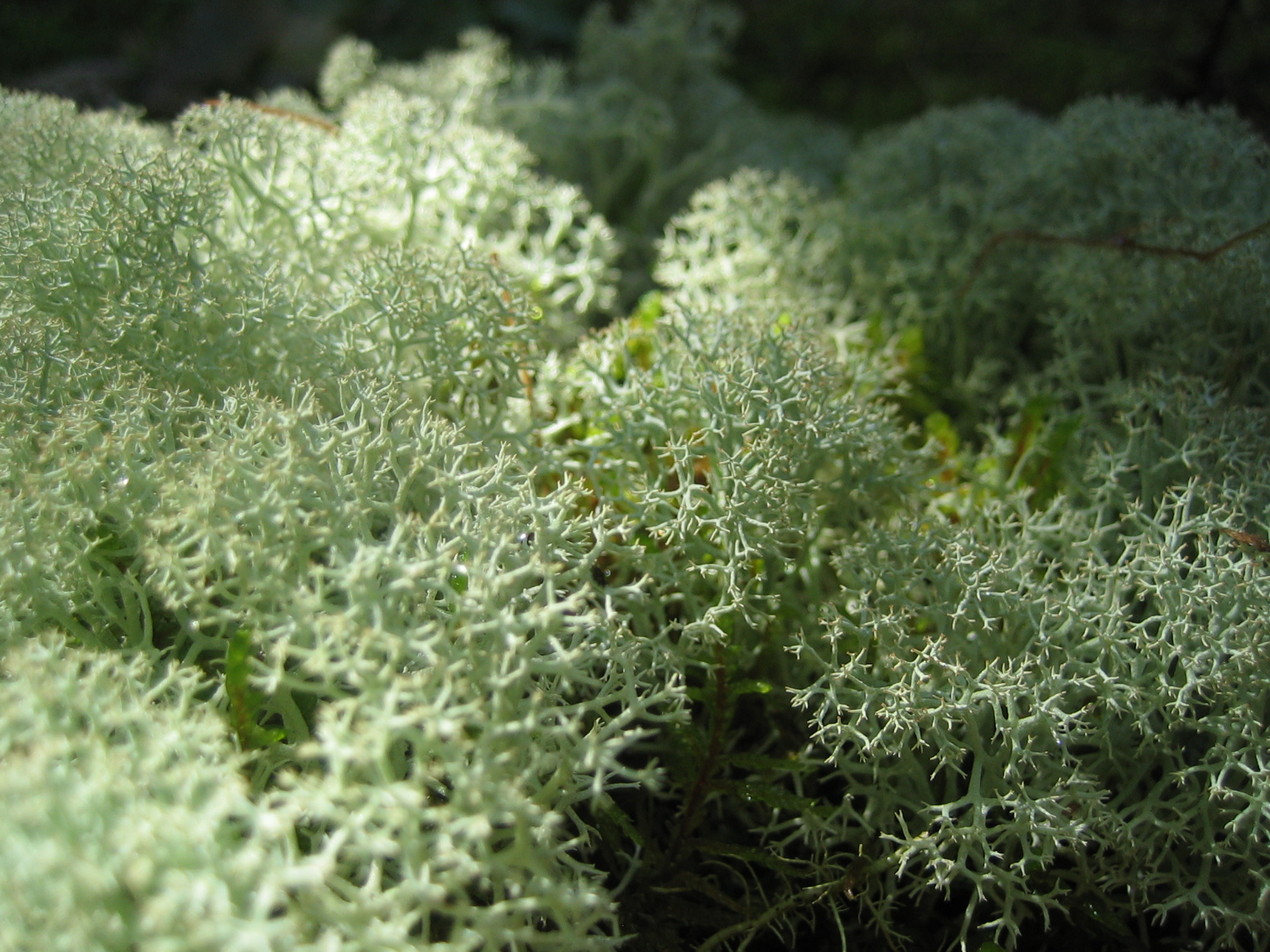
馴鹿苔（Cladonia rangiferina）。
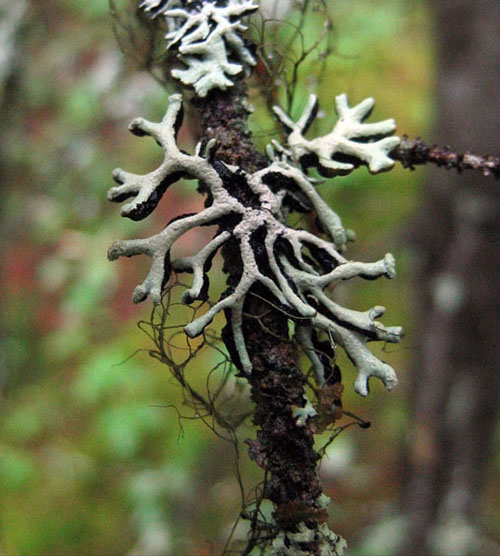
Hypogymnia，參見tubulosa與Bryoria 和Tuckermannopsis，在加拿大洛基山脈。
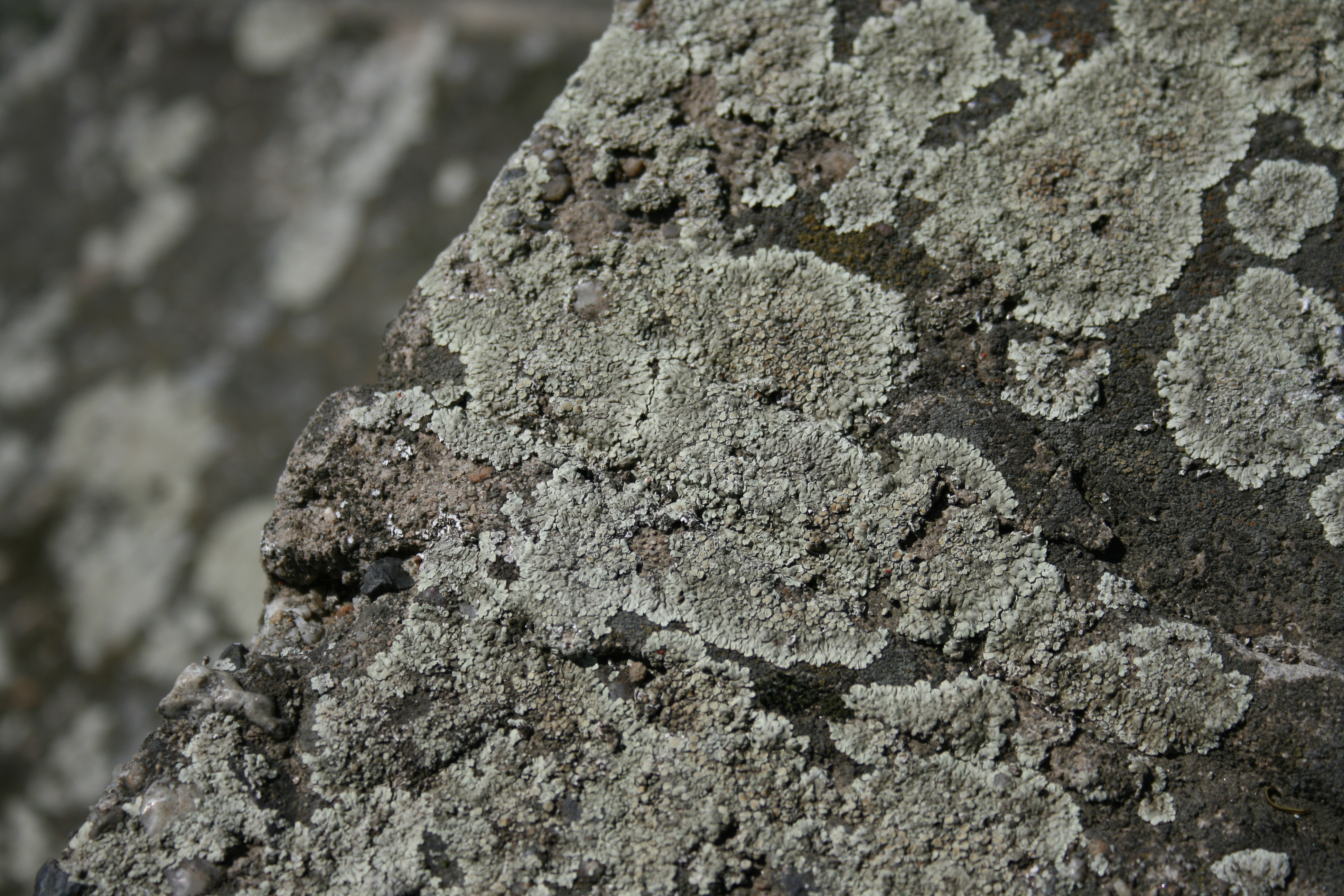
Lecanora，參見蒂米甚瓦拉貝加運河岸邊的muralis地衣。
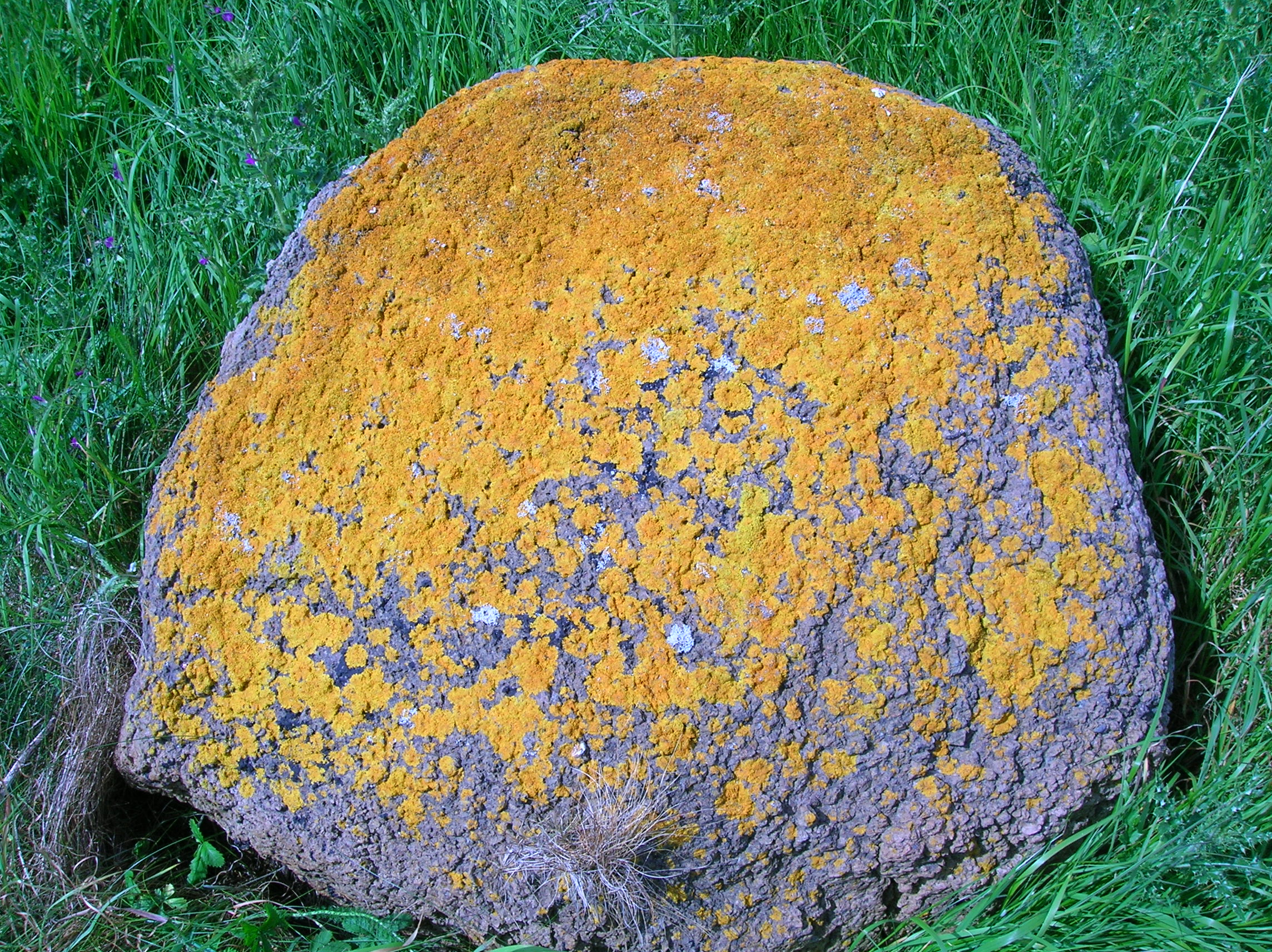
Caloplaca marina，海洋地衣。

## 延伸阅读
[在维基数据编辑]
 《欽定古今圖書集成·博物彙編·草木典·地衣部》，出自陈梦雷《古今圖書集成》